# Adnet
Adnet este o comună cunoscută prin exploatarea de marmură, din landul Salzburg, districtul Hallein, Austria.